# Liao Xingzong
Liao Xingzong (chinois simplifié : 辽兴宗 ; chinois traditionnel : 遼興宗 ; pinyin : Liáo Xīngzōng), de son vrai nom Yelü Zongzhen (耶律宗真, Yēlǜ Zōngzhēn), né en 1015 et décédé en 1055, a été Empereur khitan de la dynastie Liao. En 1034, celui-ci essuie une tentative d'assassinat ratée menée par sa mère Xiaonoujin. Il était le fils aîné de son prédécesseur, Shengzong. Son fils Daozong lui a succédé.